# Shooto
Shooto (jap. 修斗 Shūto) – system mieszanych sztuk walki (MMA) i nazwa japońskiej organizacji promująca go, założona w 1985 przez Satoru Sayamę.

## Historia[1]
Shooto zostało założone przez wrestlera Satoru Sayamę w 1985 roku i początkowo było nazywane Komisją Shooto. Jako organizacja zaczęła funkcjonować jeszcze w tym samym roku. Satoru Sayama walczył w realistycznej wersji wrestlingu, czyli shoot-wrestlingu (zapasy z połączeniem niektórych ciosów) i chciał stworzyć sztukę walki, która połączona z shoot-wrestlingiem będzie efektywna i zarazem efektowna. W przeciwstawieniu do innych organizacji takich, jak New Japan Pro-Wrestling lub Universal Wrestling Federation, pojedynki w Shooto nie były reżyserowane i nie miały z góry ustalonego wyniku starcia. Pierwsza amatorska gala odbyła się w 1986 roku, zaś zawodowa trzy lata później. W latach 80. XX wieku Shooto jako sztuka walki pojawiło się w USA i było nauczane przez jednego z uczniów Sayamy – Yorinagę Nakamurę.
Do roku 1994 w organizacji zabronione były ciosy na głowę przeciwnika w parterze. We wspomnianym roku organizacja postanowiła objąć pieczę nad turniejem Vale Tudo Japan. Dla potrzeb turnieju, który wygrał Rickson Gracie zmieniono zasady w Shooto – można było używać ciosów w parterze. W 1996 roku utworzono międzynarodową komisję Shooto, co było końcem Shooto jako jednej organizacji, a początkiem utworzenia nowego sportu walki, uprawianego na całym świecie. Turnieje Vale Tudo Japan były organizowane jeszcze przez 5 lat, po czym po dekadzie wznowiono galę, która nosiła te samą nazwę.
Od 2000 roku zaczęły powstawać organizacje i komisję bazujące na zasadach japońskiego Shooto. 29 października 2000 odbyła się pierwsza gala w Europie (Holandia) na zasadach Shooto. W 2001 roku powstała Amerykańska Komisja Shooto. Wiele lokalnych organizacji w USA przyjęło zasady Shooto m.in.: Midwest Fighting, Tennessee Shooto, RSF Shooto Challenge i SHOOTO Hawaii. Rok później w 2002 założyciel akademii MMA Nova União André Pederneiras zorganizował pierwszą gale Shooto w Brazylii.
W Polsce zawody na zasadach Shooto są organizowane od 2008 roku przez Polską Ligę Shooto. Na nich swoje pierwsze kroki zaczynali m.in. Marcin Held, Łukasz Sajewski, Marcin Naruszczka czy Piotr Hallmann, którzy wygrywali PLS.

## Zasady i reguły
Przez pierwsze lata organizacji zabronione były wszystkie ciosy w parterze (zasady przypominały te z Pancrase). Od 1994 na galach Shooto można było używać już ciosów w parterze. Do 2008 roku można było uderzać w tył głowy oraz zawodnik który zaliczył nokdaun był liczony jak w boksie. Aktualnie zasady zawodowych pojedynków praktycznie nie różnią się od zasad największych organizacji na świecie.

## Klasy
- Klasa-D : Amatorzy (2x2min, ochraniacze na głowę i golenie)
- Klasa-C : Amatorzy (2x3min, ochraniacze na głowę i golenie)
- Klasa-C+: Amatorzy (2x3min, brak ochraniaczy)
- Klasa-B : Zawodowcy (2x5min)
- Klasa-A : Zawodowcy (3x5min)

Zawodnik rozpoczynający starty w Shooto zaczyna w klasie D, w której walka trwa 2 rundy po 2 minuty i wymagane jest noszenie ochraniacza na głowę (kasku) oraz golenie. Ponadto zabronione są kolana na głowę i ciosy w parterze. W klasie C zabronione są nadal ciosy w parterze, lecz kolana na głowę są już dozwolone - czas trwania rundy zostaje zwiększony o jedną minutę. Klasa C+ różni się od C tylko brakiem ochraniacza na głowę. Klasa B to pierwsza zawodowa klasa, w której dozwolone są wszystkie ciosy w stójce i w parterze (prócz łokciami), a jedna runda trwa 5 minut. A-klasa to w pełni zawodowa kategoria, w której toczą się m.in. mistrzowskie pojedynki, zawodnicy walczą na dystansie 3x5 minut.

## Mistrzowie
Pas międzynarodowego mistrza Shooto jest przyznawany w drodze pojedynczej walki i ma charakter przechodni (jak w boksie). Siostrzane federacje takie jak Shooto Pacific Rim (Japonia, Oceania, Australia) i Shooto South America (Ameryka Południowa) również organizują mistrzowskie pojedynki.

### Międzynarodowi mistrzowie
| Kategoria  | Waga              | Mistrz            | Od            | Obrony tytułu                                                                    |
| ---------- | ----------------- | ----------------- | ------------- | -------------------------------------------------------------------------------- |

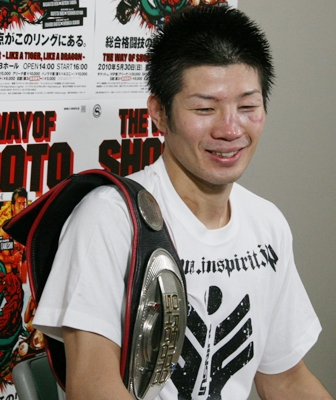
Były mistrz Shooto Hatsu Hioki z mistrzowskim pasem

| Średnia    | do 83 kg (185 lb) | Siyar Bahadurzada | July 15, 2007 | 27 sierpnia, 2009 - Fortaleza, Brazil, 6 sierpnia, 2010 - Rio de Janeiro, Brazil |
| Półśrednia | do 76 kg (170 lb) | wakat             |               |                                                                                  |
| Lekka      | do 70 kg (155 lb) | Koshi Matsumoto   | 23.04.2016    | 0                                                                                |
| Piórkowa   | do 65 kg (145 lb) | Yutaka Saito      | 11.01.2016    | 0                                                                                |
| Kogucia    | do 60 kg (145 lb) | Kyōji Horiguchi   | 16.03.2013    | 0                                                                                |
| Musza      | do 56 kg (145 lb) | Hiromasa Ogikubo  | 23.04.2016    | 0                                                                                |
| Słomkowa   | do 52 kg (145 lb) | Ryohei Kurosawa   | 17.07.2016    | 0                                                                                |

Byli mistrzowie Shooto to m.in.:
- waga średnia - Hayato Sakurai, Anderson Silva, Siyar Bahadurzada.
- waga półśrednia - Jake Shields, Shin’ya Aoki
- waga lekka - Caol Uno, Takanori Gomi, Joachim Hansen, Tatsuya Kawajiri
- waga piórkowa - Takeshi Inoue, Hatsu Hioki
- waga kogucia - Mamoru Yamaguchi, Masakatsu Ueda
- waga musza - Yasuhiro Urushitani